# Robert Henry Dicke
Robert Henry »Bob« Dicke [róbert hénri bób dík], ameriški fizik, astrofizik in kozmolog, * 6. maj 1916, St. Louis, Misuri, ZDA, † 4. marec 1997, Princeton, New Jersey, ZDA.

## Življenje in delo
Dicke je diplomiral leta 1939 na Univerzi Princeton. Leta 1941 je doktoriral na Univerzi v Rochestru iz jedrske fizike. Istega leta se je zaposlil kot raziskovalec v radiacijskem laboratoriju na MIT. Leta 1946 je postal izredni, 1957 pa redni profesor na Univerzi Princeton.
V 40. letih 20. stoletja je raziskoval na področju razvoja mikrovalovnega radarja. V ta namen je razvil različne mikrovalovne naprave in radarske sisteme, med drugim enosukovni laser in koherentno sukovni laser. Leta 1944 je razvil mikrovalovni radiometer, ki je postal osnovna oprema sodobnih radijskih daljnogledov. Leta 1946 je s sodelavci dobil efektivno temperaturo antene 20 K »za sevanje vesoljske snovi pri valovni dolžini radiometra«, ki predstavlja sevanje zelo oddaljenih galaksij. Pozneje je pozabil na to. Leta 1961 je podal antropično načelo. Leta 1964 je izvedel Rollov preskus, 0. preskus splošne teorije relativnosti skupaj s P. G. Rollom in R. Krotkovom. Leta 1965 je skupaj s Peeblesom in Penziasom ocenil temperaturo kozmičnega mikrovalovnega prasevanja ozadja na 10 K. Prehitro bi nastala težja jedra, če v Vesolju ne bi bilo sevanja. Poskusi, ki sta jih opravila Dicke in Braginski, so pokazali, da ne obstaja polje dolgega obsega, ki bi bilo povezano s kvantno lastnostjo, ki jo označuje barionsko število. Zaradi tega črna luknja krši zakon o ohranitvi barionskega števila. Leta 1979 je skupaj s Peeblesom določil odstopanje od {\displaystyle R_{k}} eno sekundo po Prapoku, ki ne sme biti večje od {\displaystyle 10^{-15}}. Z Bransom je raziskoval zamisel o spreminjajoči se gravitacijski konstanti, ki jo je prvi leta 1937 predlagal Dirac.
Skupaj z Jordanom in Bransom je razvil tenzorsko-skalarno teorijo gravitacije (Brans-Dickeova teorija), kjer se gravitacijska konstanta zmanjšuje za {\displaystyle 2\cdot 10^{11}} na leto.